# Lesina
Lesina (německy Hart) je osada, část obce Třebeň v okrese Cheb v Karlovarském kraji. Nachází se asi 2,5 kilometru východně od Třebeně. Lesina je také název katastrálního území o rozloze 2,39 km². V katastrálním území Lesina leží i obec Lesinka.

## Historie
První písemná zmínka o vesnici pochází z roku 1290.

## Obyvatelstvo
Při sčítání lidu v roce 1921 zde žilo 55 obyvatel, všichni německé národnosti. Všichni obyvatelé se hlásili k římskokatolické církvi.
| Rok            | 1869 | 1880 | 1890 | 1900 | 1910 | 1921 | 1930 | 1950 | 1961 | 1970 | 1980 | 1991 | 2001 | 2011 | 2021 |
| -------------- | ---- | ---- | ---- | ---- | ---- | ---- | ---- | ---- | ---- | ---- | ---- | ---- | ---- | ---- | ---- |
| Počet obyvatel | 71   | 68   | 67   | 61   | 53   | 55   | 56   | 26   | 21   | 17   | -    | -    | 20   | 14   | 12   |
| Počet domů     | 10   | 10   | 10   | 10   | 9    | 10   | 9    | 5    | -    | 4    | -    | -    | 4    | 4    | 5    |

## Obecní správa
Při sčítání lidu v letech 1850–1978 Lesina byla osadou obce Třebeň v okrese Cheb. Od 1. ledna 1979 do 30. června 1980 byla částí města Františkovy Lázně v okrese Cheb. Od 1. července 1980 do 31. prosince 1997 byla osada úředně zrušena (od 1. července 1980 do 23. listopadu 1990 byla součástí Františkových Lázní a od 24. listopadu 1990 do 31. prosince 1997 opět součástí Třebeně) a jako část obce Třebeň byla obnovena 1. ledna 1998.